# تورفتگی سنگ

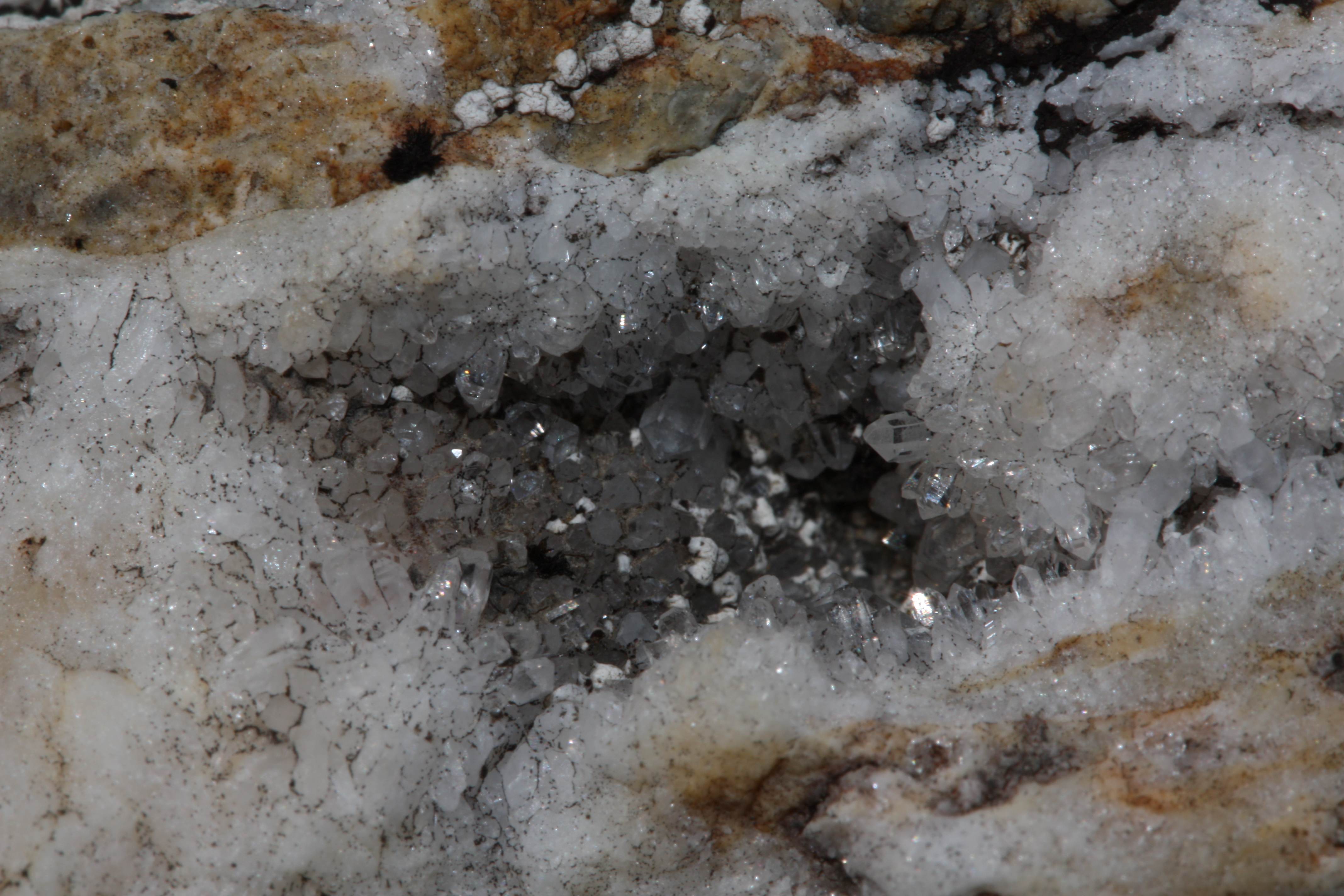
بخشی از تورفتگی این سنگ، از کوهستان کسکیدز، با بلور کوارتز پر شده‌است.

در زمین‌شناسی به حفره‌های کوچک تا متوسط در داخل سنگ‌ها و رگچه‌های بلوری تورَفتِگی یا وگ (به انگلیسی: vug ،vugh، یا vugg) می‌گویند.
تورفتگی‌های سنگ‌ها ممکن است از طریق فرآیندهای مختلفی شکل بگیرد. معمولاً شکاف‌هایی که در اثر فعالیت‌های تکتونیکی باز می‌شوند (چین‌خوردگی و گسل‌شدن) تا حدی با کوارتز، کلسیت، و سایر کانی‌های ثانویه پر می‌شوند اما پرشدگی‌های ناقصی باقی می‌ماند که همان تورفتگی‌های سنگ هستند.
فضاهای باز در بِرش‌های فروریخته باستانی یکی دیگر از منابع مهم وگ است. تورفتگی‌ها همچنین ممکن است زمانی تشکیل شوند که بلورهای معدنی یا سنگواره‌ای درون حمیره سنگ بعداً از طریق فرآیندهای فرسایش یا فروپاشی برداشته شوند و حفره‌های نامنظمی را پشت سر بگذارند. سطوح داخلی این گونه تورفتگی‌ها اغلب با یک رویهٔ بلورین پوشیده شده‌است.
بلورهای ریز اغلب در تورفتگی‌هایی یافت می‌شوند که فضای باز اجازه می‌دهد تا شکل بلور بیرونی آزادانه ایجاد شود. اصطلاح وگ در مورد رگه‌ها و شکاف‌هایی که کاملاً پر شده‌اند به کار نمی‌رود، بلکه ممکن است برای هریک از حفره‌های کوچک در این رگه‌ها به کار رود. ژئودها از سنگ‌های متداول وگی (تورفتگی‌دار) هستند، اگرچه این اصطلاح معمولاً برای حفره‌های بلورین گردتر در سنگ‌های رسوبی و گدازه‌های باستانی به کار می‌رود.
واژه vug از سوی معدنچیان کورنی به زبان انگلیسی معرفی شد، در روزگاری که کورن‌وال تأمین‌کننده اصلی قلع منطقه بود. واژه اصلی آن در زبان کورنی ووگا (vooga) است که به معنای غار است.

## نگاره‌ها

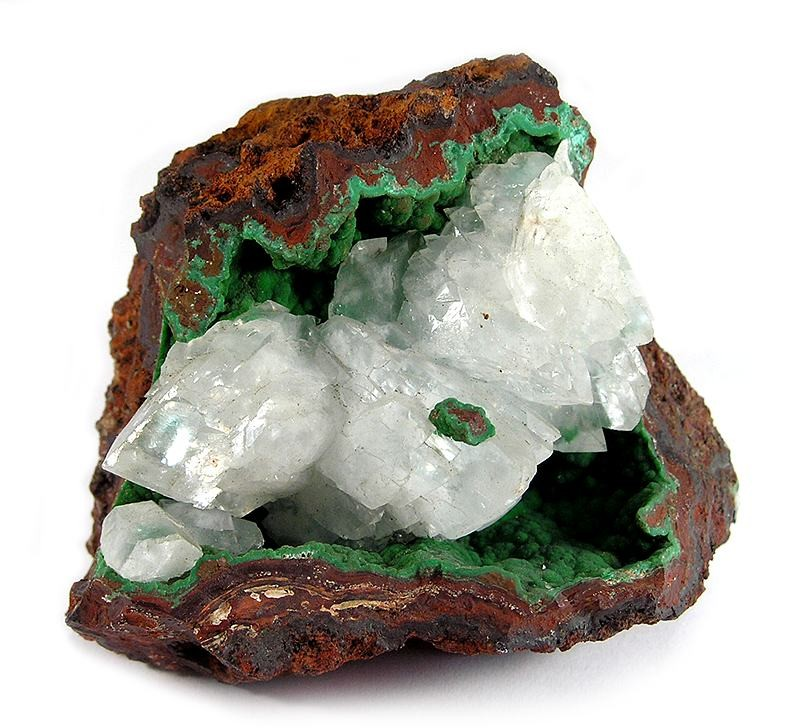
یک تورفنگی درخمیره لیمونیت میزبان لایه‌ای از بوتریوئیدهای سبز رنگ از کنیکالسیت و لوزی‌های بی‌رنگ و شفاف از کلسیت است.
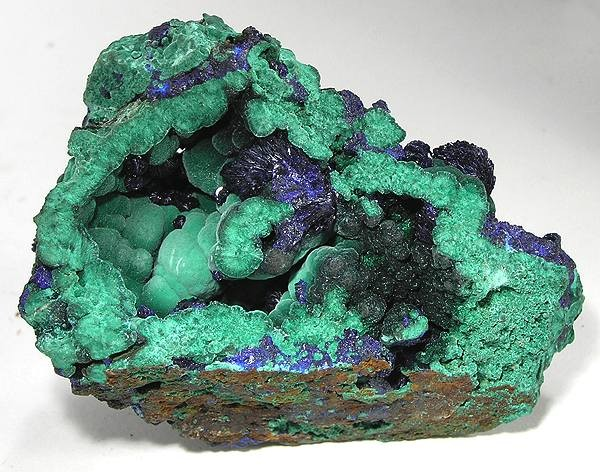
تورفتگی با گُلچه‌های آزوریت آبی تیره روی بستری از مالاکیت.
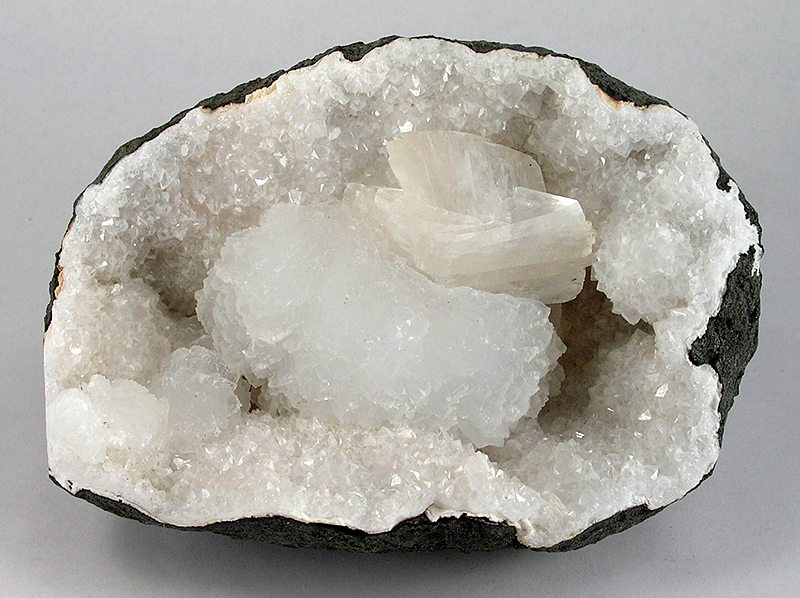
گوزکریکایت با هولاندیت-کلسیم روی کوارتز
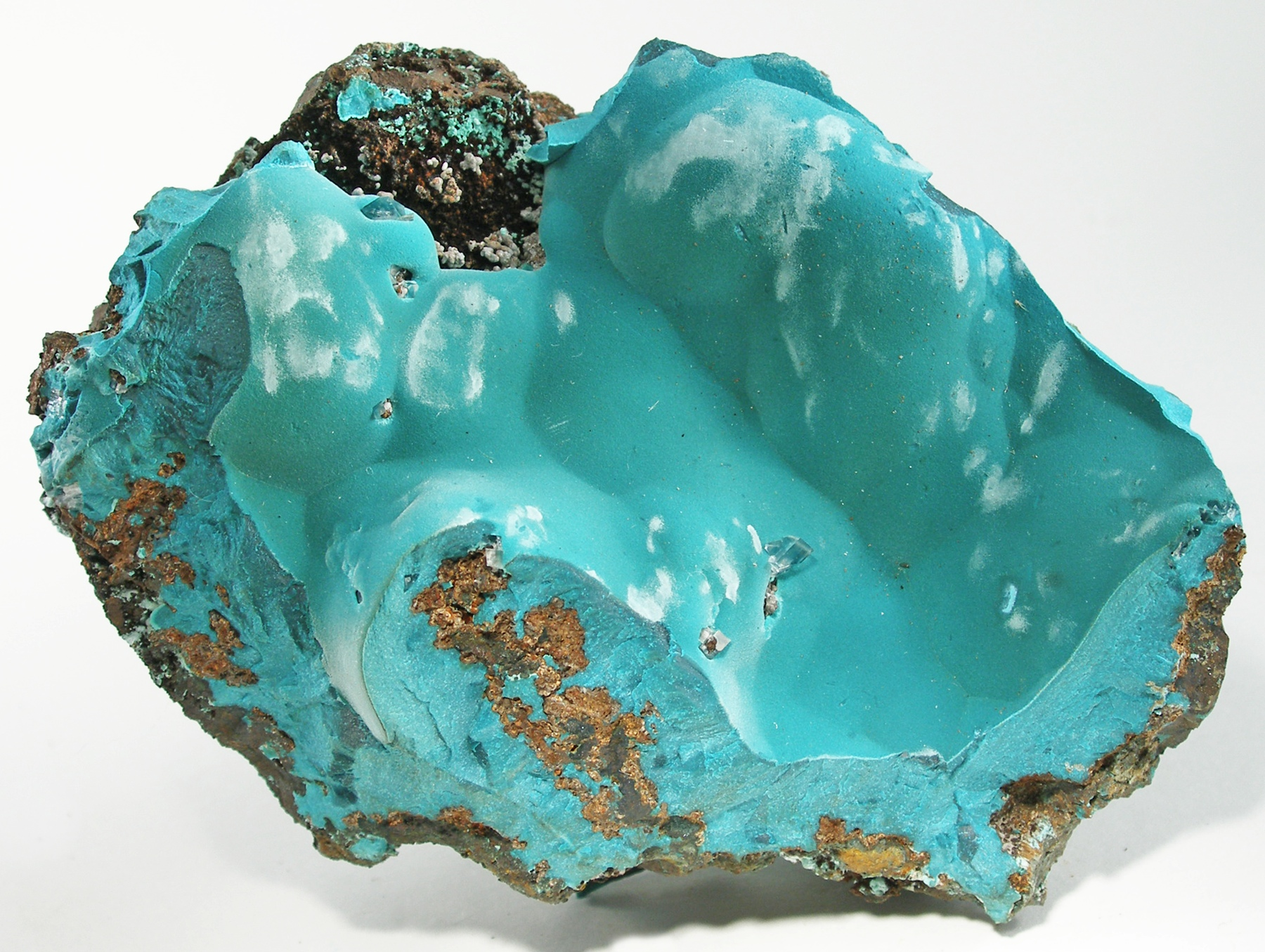
بوتریوئیدهای درون‌رُستهٔ روزازیت سبز آبی در داخل انحنای یک تورفتگی لیمونیتی